# Equatoria

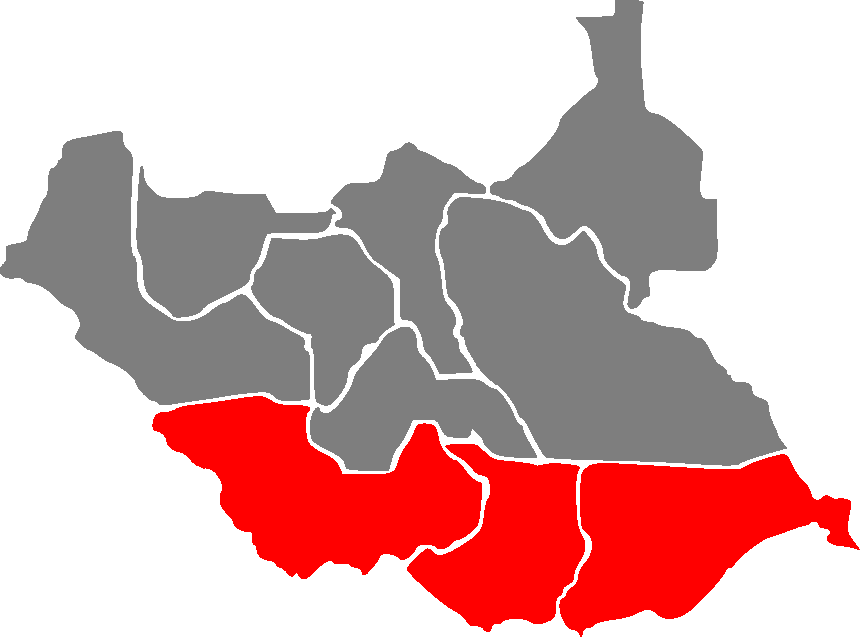
Vị trí Equatoria tại Nam Sudan.

Equatoria (tiếng Ả Rập: Al-Istiwa'iyah, الاستوائية) là một vùng phía nam của Nam Sudan dọc theo phần thượng của Nin Trắng, gồm các bang Tây Equatoria, Trung Equatoria, và Đông Equatoria. Nguyên là một tỉnh thuộc Ai Cập, vùng cũng từng bao gồm hầu hết phần phía bắc của Uganda ngày nay gồm cả Hồ Albert.
Equatoria do Samuel Baker thành lập năm 1870. Charles George Gordon được bầu làm thống đốc năm 1874, tiếp sau là Emin Pasha năm 1878. The Khởi nghĩa Mahdist đã đặt dấm chấm hết cho việc Equatoria là một tiền đồn của Ai Cập vào năm 1889. Các Thống đốc người Anh sau này có Martin Parr. Các điểm dân cư quan trọng tại Equatoria gồm Lado, Gondokoro, Dufile và Wadelai. Hai nơi cuối nay thuộc Uganda.
Dưới thời kỳ Sudan thuộc Anh-Ai Cập, hầu hết Equatoria trở thành một trong 8 tỉnh của thuộc địa này. Bang Bahr al Ghazal được chia tách từ Equatoria năm 1948. Năm 1976, được chia thành hai bang là Đông Equatoria và Tây Equatoria. Khu vực này từng phải hứng chịu nhiều khó khăn từ cả hai cuộc nội chiến, Nội chiến Sudan lần thứ nhất và Nội chiến Sudan lần thứ hai cũng như quân nổi dậy chống Ugandan có trụ sở tại Sudan, như Đội quân Kháng chiến của Chúa và Mặt trận Bờ Tây sông Nin.